# Sangerville
Sangerville est une ville américaine située dans le Comté de Piscataquis, dans le Maine. Selon le recensement de 2020, sa population est de 1 306 habitants.